# DAF
DAF Trucks NV je nizozemski proizvajalec tovornjakov. Sedež in  glavna tovarna sta v Eindhovnu. DAF je od leta 1996 podružnica od ameriškega PACCAR-ja. 
Zametki podjetja segajo v leto 1928, ko je Hubert "Hub" van Doorne ustanovil podjetje Commanditaire Vennootschap Hub van Doorne's Machinefabriek. Pozneje, leta 1932, se je podjetje preimenovalo v Van Doorne's Aanhangwagen Fabriek - skrajšano DAF.

## Trenutni modeli
- DAF CF
- DAF XF
- DAF LF

## Galerija
- Oklepni DAF YP-408
- Vojaški DAF YA-328
- DAF LF
- DAF XF
- DAF CF